# Komodowaran
Der Komodowaran (Komodo-Waran) oder Komododrache (Varanus komodoensis) ist eine Echse aus der Gattung der Warane (Varanus), deren Verbreitungsgebiet auf einige der Kleinen Sundainseln von Indonesien beschränkt ist. Mit einer Körperlänge von maximal drei Metern und einem Gewicht von über 70 kg ist er einer der größten rezenten Vertreter der Schuppenkriechtiere. Das Beutespektrum der tagsüber aktiven Tiere verändert sich mit dem Alter und zunehmender Körpergröße und reicht von Insekten bis hin zu Säugetieren wie Mähnenhirschen und Wildschweinen. Er ist der einzige Waran, der regelmäßig Beutetiere dieser Größe schlägt. Die Jagd auf große Säugetiere wird durch ein in spezialisierten Drüsen im Unterkiefer produziertes Gift unterstützt, das unter anderem die Blutgerinnung verringert und einen Schock verursacht. Entflohene Beute kann an diesem Gift auch noch nach Tagen zugrunde gehen. Auch Aas ist ein wichtiger Bestandteil des Nahrungsspektrums.
Die Komodowarane sind in ihrem Verbreitungsgebiet die wichtigste Attraktion für den Tourismus, doch teils unbeliebt bei der ansässigen Bevölkerung, da sie gelegentlich Nutztiere reißen. Der Bestand des Komodowarans wird meist mit etwa 4000 Exemplaren angegeben, könnte mittlerweile jedoch auf unter 3000 gesunken sein. Die IUCN gab die Zahl geschlechtsreifer Individuen 2021 mit 1400 an, die Zahl juveniler Exemplare mit etwa 2000. Die Rote Liste gefährdeter Arten der IUCN stuft den Komodowaran seit dem Jahr 2019 u. a. wegen des kleiner werdenden Lebensraums als endangered (stark gefährdet) ein.

## Merkmale

### Färbung

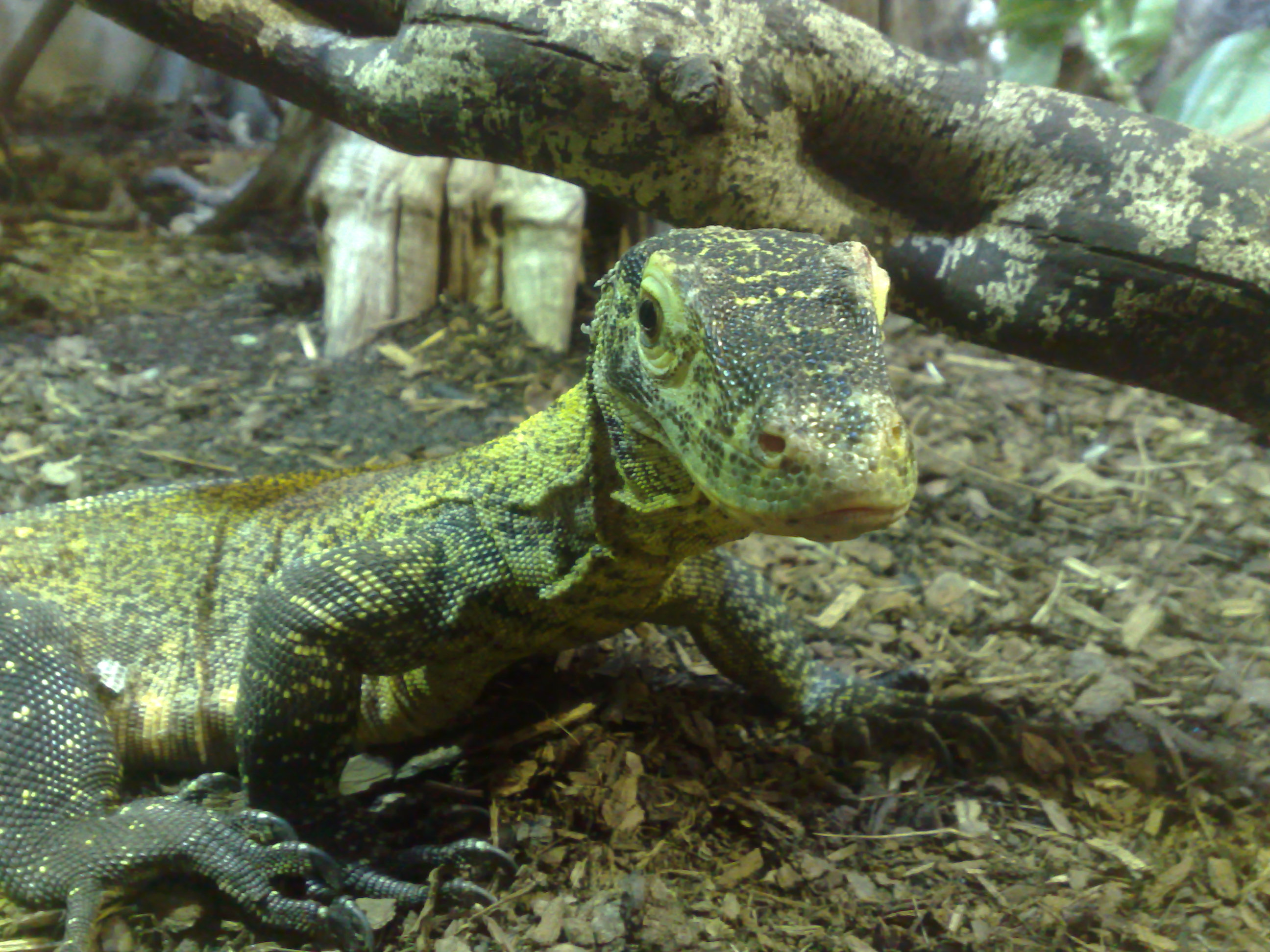
Jungtier

Adulte Komodowarane besitzen eine nahezu einheitlich erdbraune Körperoberseite, eine gräuliche Bauchpartie und hellgelbe Augenlider. Weibchen können an der Schnauze zusätzlich gelbgrün, grünbraun, rosa oder violett gepunktet sein. Jungtiere zeigen hingegen ein braunes Muster mit großen gelben oder orangen Flecken am Rücken und auf der Schnauze. Die Schläfenregion hat bei Jungtieren eine gräuliche, mit weißen Flecken durchsetzte Färbung. Die Vorderbeine sind braun mit weißen Flecken, der Bauch ist hellgelb mit einigen großen dunklen Flecken. Die Juvenilzeichnung verliert sich nach und nach mit dem Alter: Subadulte Exemplare haben immer noch eine hellere Färbung auf der Schnauze. Dies gilt besonders für die Weibchen, deren Körper jedoch im subadulten Alter bereits einheitlich braun sind. Die Iris ist bei Jungtieren hellbraun, später braun. Die Zunge hat, unabhängig vom Alter des Tieres, eine gelbe Färbung.
Aufgrund der Größe, des kräftigeren Körperbaus und der verschiedenen Färbung ist die Verwechslung mit einer sympatrisch vorkommenden Unterart des Bindenwarans (Varanus salvator) ausgeschlossen.

### Anatomie
Ausgewachsene Komodowarane sind massig gebaute, große Echsen mit einer arttypisch breiten Schnauze. Jungtiere sind noch recht zierlich gebaut, werden im Verlaufe ihrer Entwicklung aber immer gedrungener, die Hinterbeine stämmiger und kürzer und der schlanke Schwanz proportional zunehmend kürzer und dicker, bis er nur noch etwa die Hälfte der Körperlänge ausmacht. Die Zehen sind mit relativ kurzen, sehr scharfen, nach hinten gekrümmten Krallen versehen. Weitere besondere anatomische Details sind Hautknochenplatten unter den Schuppen der Vorderseite der Beine, am Schwanzansatz, um den Hals und dorsal auf dem Schädel.
Das Gebiss zeigt innerhalb der Art eine recht konstante Anzahl leicht nach hinten gekrümmter, spitz zulaufender Zähne, die bei sehr großen Individuen bis zu 2 cm lang sein können. Der Oberkiefer trägt am vorne liegenden Zwischenkieferbein (Incisivum) sieben und der nach hinten anschließende paarige Oberkieferknochen (Maxillare) je 13 Zähne. Der Unterkiefer (Mandibula) besitzt beidseits zwölf Zähne. Charakteristischerweise weisen die Zähne des Maxillare an ihrem Hinterrand eine Linie mit 14 bis 55 feinen Widerhaken auf. Neuere Untersuchungen zeigen auf, dass die Zähne eine hauchdünne Eisenbeschichtung aufweisen. An den Spitzen und Schneidekanten ist der Eisengehalt besonders hoch, die Zähne können sich dadurch praktisch nicht abnutzen.
Die Art zeigt einen geringen Geschlechtsdimorphismus: Männchen werden in der Regel etwas größer und massiger als Weibchen und weisen oft in der zweiten und dritten Schuppenreihe vor der Kloake zwei Einsenkungen auf, die rosettenartig von kleinen Schuppen umgeben sind.

### Länge und Gewicht

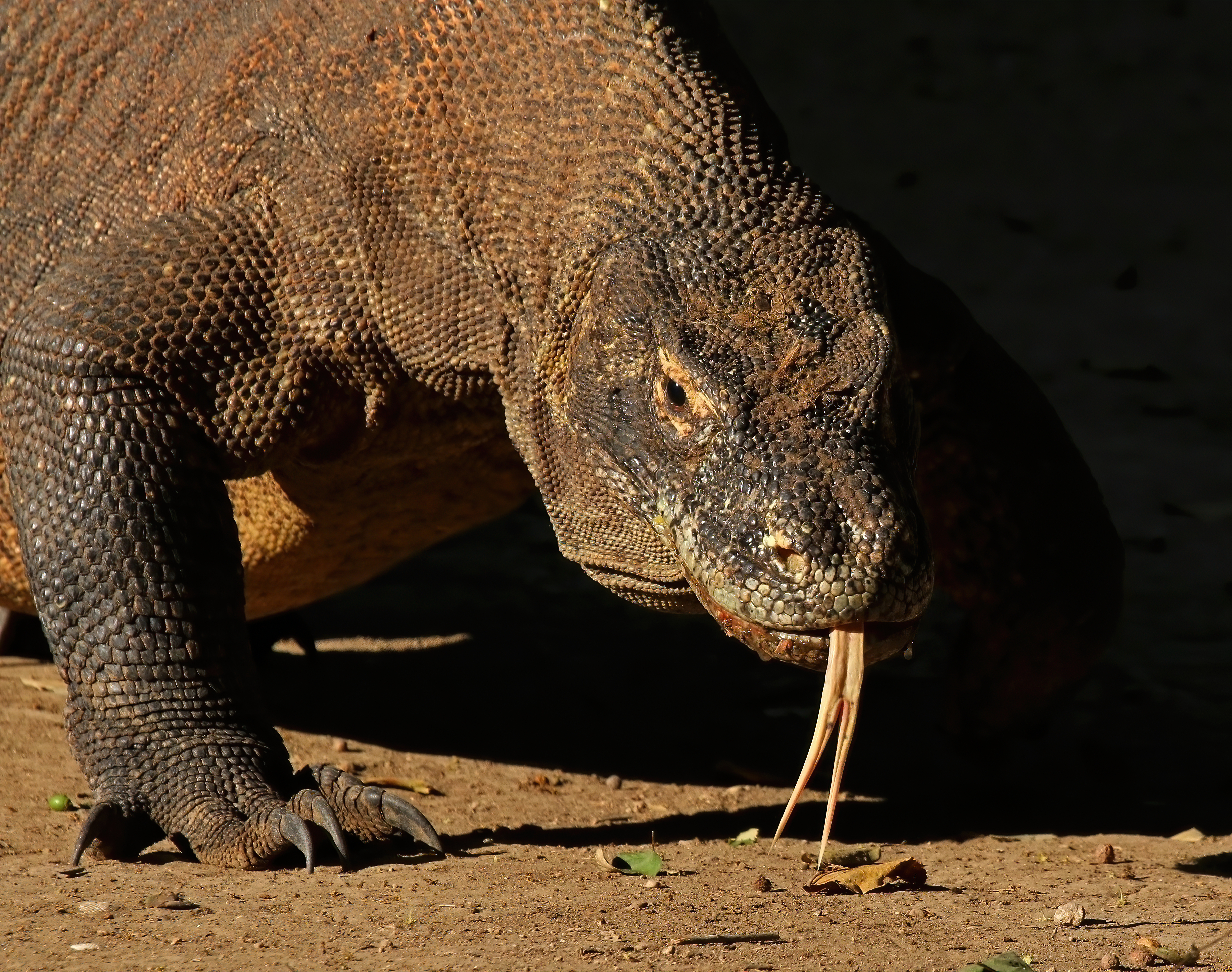
Kopfansicht eines Komodowarans

Wildlebende Komodowarane erreichen die Geschlechtsreife geschlechtsunabhängig bei einer Gesamtlänge von etwa 150 cm. Adulte Tiere weisen auf Komodo näherungsweise eine Durchschnitts-Kopf-Rumpf-Länge von 92 cm bei einer Gesamtlänge von zirka 196 cm und einem Durchschnittsgewicht von 23 kg auf, wie aus einer Studie an den größten 15 % von 226 Individuen hervorgeht. Auf beutereichen Inseln erreichen dominante Individuen, darunter insbesondere Männchen, auch regelmäßig Gesamtlängen zwischen 225 und 260 cm. Sporadisch werden von letzteren sogar Gesamtlängen von gegen 300 cm erzielt. Das größte bisher seriös vermessene Männchen stammt von Loh Liang auf Komodo und wies eine Kopf-Rumpf-Länge von 154 cm bei einer Gesamtlänge von 304 cm und einem Gewicht von 81,5 kg auf. Das größte Weibchen stammt aus dem Wae Wuul Reservat auf Flores und besaß eine Kopf-Rumpf-Länge von 135 cm bei einer Gesamtlänge von 267 cm und einem Gewicht von 42 kg. Das längste vermessene Exemplar des Bindenwarans (Varanus salvator) übertrifft mit 3,21 m die Länge des Komodowarans, jedoch wird der deutlich schwerere und kräftigere Komodowaran allgemein als größte rezente Echse bezeichnet.

## Verbreitung und Lebensraum

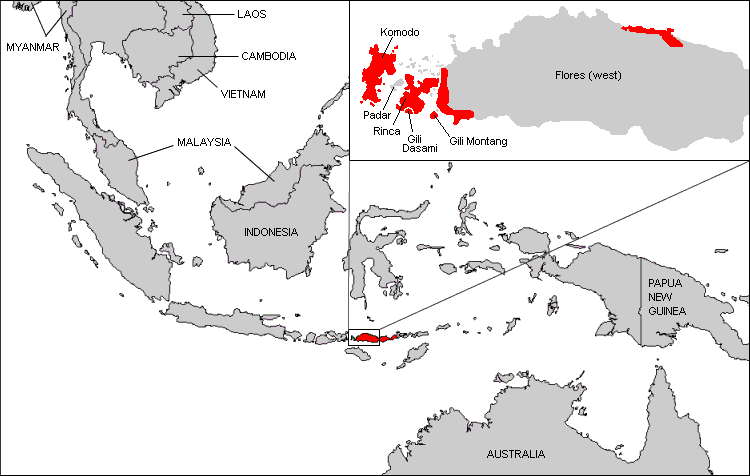
Verbreitung des Komodowarans

Der Komodowaran lebt in Indonesien auf den Kleinen Sundainseln: Komodo, Rinca, Gili Dasami, Gili Motang und in küstennahen Bereichen im Norden und Westen des Westteils der Insel Flores. Laut ansässiger Bevölkerung leben Komodowarane auch im Nordwesten von West-Flores und auch auf Ost-Flores; diese Vorkommen sind jedoch nicht bestätigt.
Auf den gebirgigen Inseln Komodo und Rinca finden sich Komodowarane nahezu überall. Sie bewohnen dort bevorzugt Savannen und saisonal geprägte Monsunwälder, daneben auch Grasland, nahezu immergrüne Wälder und vegetationsreiche Strandabschnitte. Die Populationsdichte ist in den Niederungen am höchsten und wird gegen 600 m Meereshöhe deutlich geringer. Vereinzelte Individuen konnten auf Komodo sogar bis in 900 m Meereshöhe nachgewiesen werden. Auf Gili Dasami wird die Art vornehmlich in den dort vorherrschenden, saisonal grünen Monsunwäldern gefunden. Auf Gili Motang dominieren ebenfalls Monsunwälder die Landschaft, in den küstennahen Bereichen im Norden und Südwesten lebt der Komodowaran jedoch auch in Savannen. Auf Flores bewohnt die Art ebenfalls verschiedenste Vegetationsformen, darunter insbesondere Savannen, Grasland, verschiedene trockene bis feuchte Monsunwaldtypen und Mangrovenwälder. Generell sind für Komodowarane Übergangszonen zwischen dichteren und offeneren Landschaftsformen für eine optimale Anpassung an tägliche Klimaschwankungen und die durch die lange Trocken- und die kurze Regenperiode begründeten saisonalen Klimaschwankungen wichtig. Allzu offene oder dichte und feuchte Gebiete werden gemieden.

## Lebensweise

### Allgemeines
Junge Komodowarane sind hervorragende Kletterer und halten sich nahezu ausschließlich auf Bäumen auf. Hauptgründe sind die Futtersuche, gute Verstecke, Sonnungsplätze und Schutz vor kannibalischen großen Artgenossen. Mit zunehmender Größe wird das Klettern immer langsamer und bedächtiger, jedoch sind Tiere unter 150 cm immer noch fähig, Stämme vertikal bis in 10 m Höhe zu erklimmen. Mit einer Größe um die 100 cm breiten sie ihren Aktivitätsraum immer mehr auf den Boden aus und gehen ab einer Gesamtlänge von zirka 150 cm zu einer bodenbewohnenden Lebensweise über, da Körpergröße und Masse das Klettern nicht mehr erlauben. Treppensteigen ist auch für schwere Exemplare möglich. Die Einwohner von Komodo bauen ihre Häuser auf Stelzen und halten die Außentüren geschlossen.
Komodowarane sind sehr aktiv. Abgesehen von Verdauungspausen legen große Individuen täglich durchschnittlich etwa 450 bis 960 m, teilweise sogar bis zu 5,5 km in einem etwa 4,8 km/h schnellen Trott zurück. Bewegungen des Komodowarans werden stark von der Suche nach Partnern in der Paarungszeit sowie von Aas beeinflusst. Bei Gefahr können sie zudem ziemlich unabhängig von ihrer Körpergröße mit 14 bis 18,5 km/h schnell rennen und diese Geschwindigkeit im Notfall für mehr als einen halben Kilometer aufrechterhalten. Sie sind mittelmäßige Schwimmer, die sich mit angeschmiegten Beinen unter Wasser mit wellenförmigen Körperbewegungen fortbewegen und teilweise bis 4 m tief tauchen können. Anders als etliche Warane schwimmen sie jedoch nur selten, meist nur über kurze Distanzen, maximal etwa 450 m weit zu dem Festland vorgelagerten kleinen Inseln.
Die Art ist von Sonnenaufgang (um 6 Uhr) bis Sonnenuntergang (um 19 Uhr) tagaktiv. Dieses Aktivitätsmuster bleibt in seinen Grundzügen das ganze Jahr über gleich, zumal Komodowarane keine saisonale Ruheperiode halten. In der Regenzeit von Januar bis März konzentriert sich die Aktivität auf die wärmsten Tagesstunden um die Mittagszeit. Im trockeneren Rest des Jahres wärmen sich die Tiere morgens in offenem Gelände von etwa 28 °C auf 40 °C auf, ruhen um die heiße Mittagszeit in kühlen Verstecken und zeigen ab 13:30 Uhr verstärkte Bewegungsaktivität in bewaldeten Gebieten, gegen 17 Uhr auch wieder in offenerem Gelände. Als Unterschlupf während der heißesten Tagesstunden und in der Nacht nutzen adulte Komodowarane bevorzugt einen ihrer zahlreichen, 0,75 bis 3,2 m langen und mit den Vorderbeinen selbstgegrabenen Bauten, daneben auch Höhlen von Säugetieren oder dichte Vegetation. Jungtiere verstecken sich in Astlöchern, Baumhöhlen oder unter loser Rinde.

### Ernährung

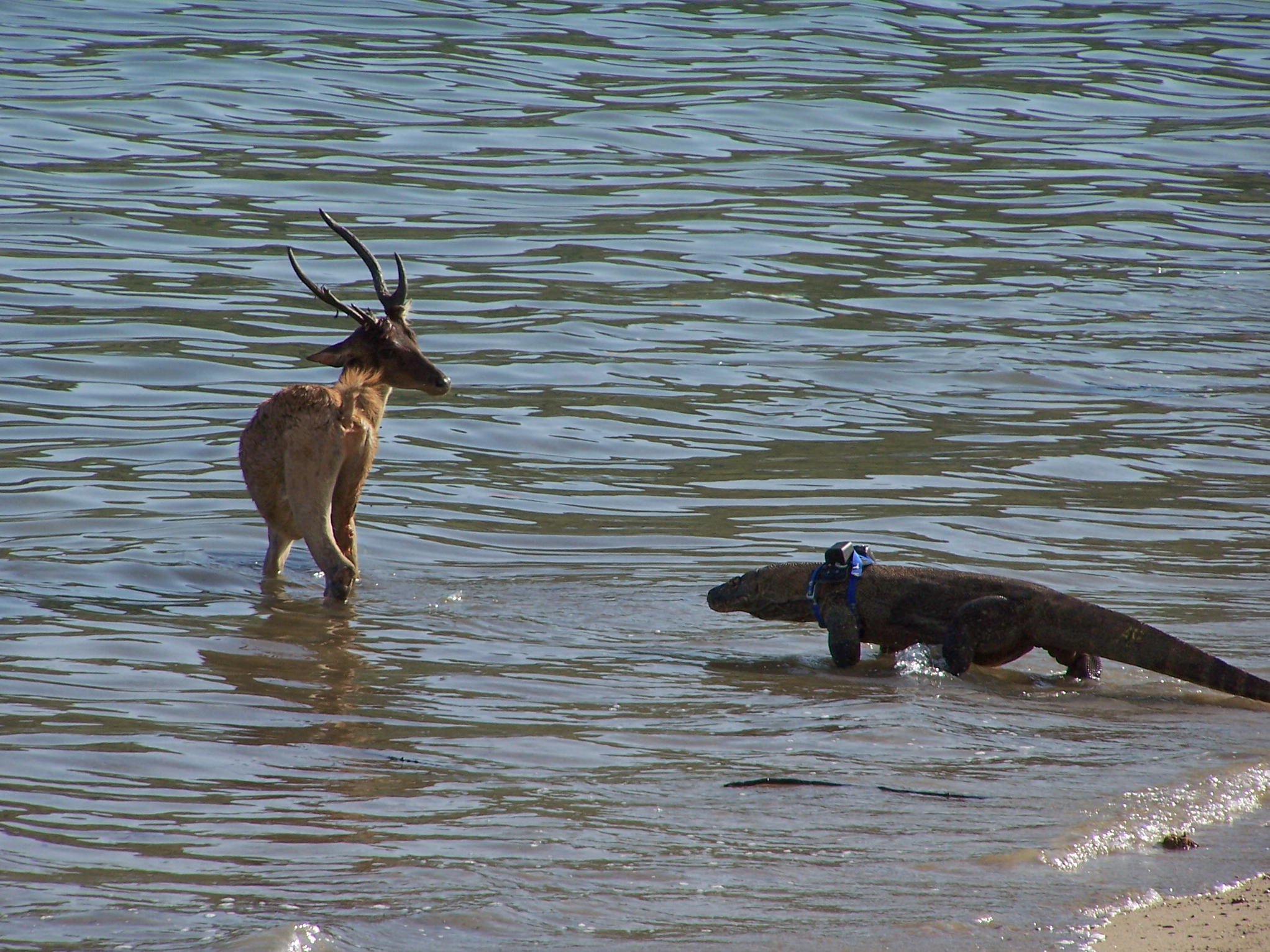
Komodowaran mit Sender-Halsband verfolgt einen Hirsch.

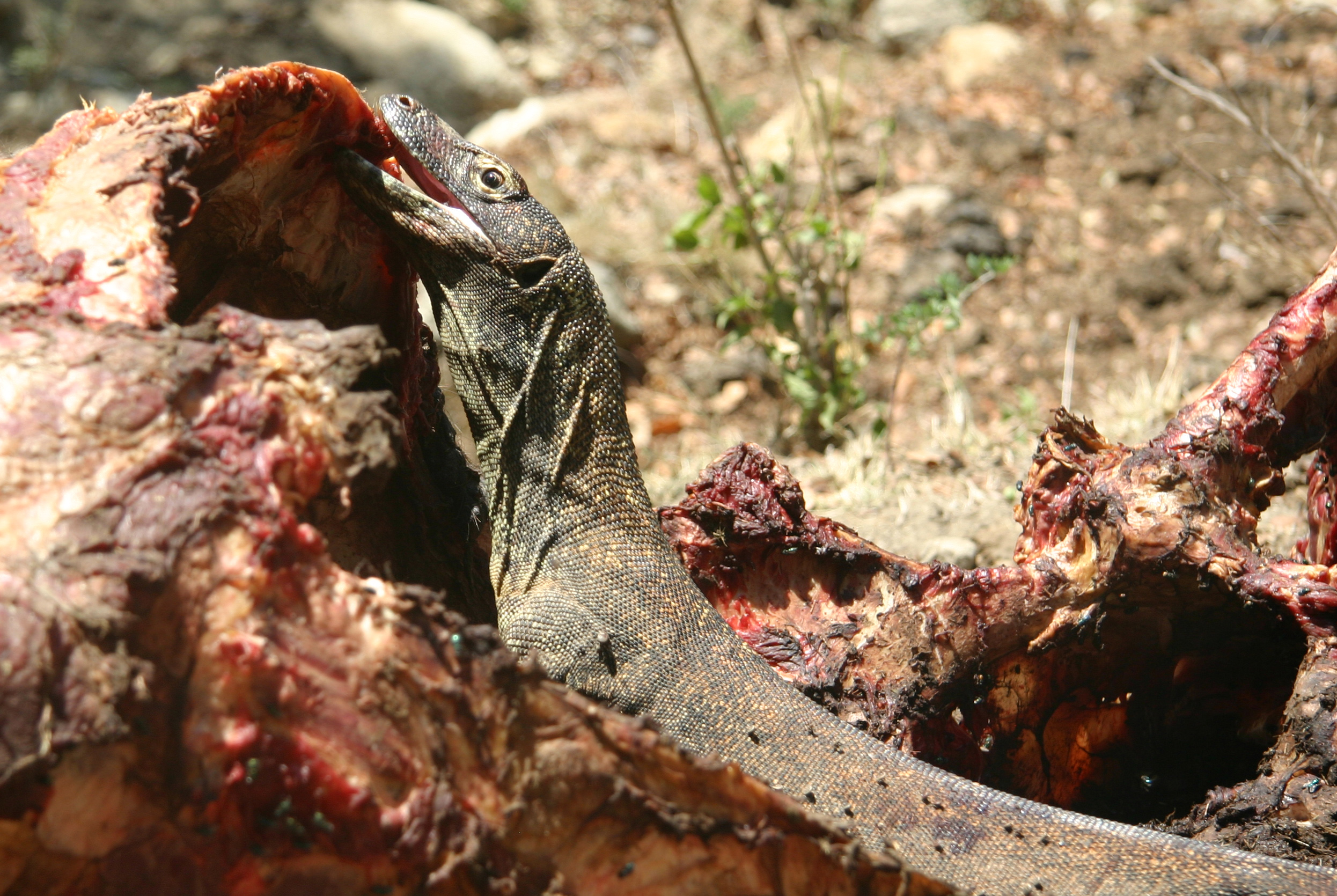
Ein semiadulter Komodowaran frisst am Kadaver eines Wasserbüffels.

Komodowarane sind opportunistische Jäger, die ihre Beute züngelnd orten und sich aus der Nähe auf ihren Sehsinn verlassen. Jungtiere ernähren sich primär von kleinen Echsen und Insekten, die sie aktiv unter Baumrinde, seltener auch im Gras aufspüren. Komodowarane bis zu einer Gesamtlänge von etwa 100 cm sind ebenfalls noch aktive Jäger, die ihre Beute teilweise für bis zu 15 Sekunden verfolgen. Sie fressen bevorzugt Nagetiere, die sie aus deren Gangsystemen ausgraben, sowie bodenbewohnende Vögel und deren Eier. Adulte Individuen erbeuten hauptsächlich große Wirbeltiere, die bevorzugt halb bis gleich viel, regelmäßig aber auch doppelt so viel wiegen wie der Waran selbst. Die häufigsten Beutetiere sind junge Mähnenhirsche und kleine Wildschweine, daneben auch Makaken, verwilderte Hunde, domestizierte Ziegen, diverse giftige und ungiftige Schlangen, Meeresschildkröten und deren Eier, bodenbewohnende Vögel und deren Eier, Kälber von Wasserbüffeln und Sambar sowie Fohlen verwilderter Hauspferde. Selten werden sogar Beutetiere über 100 kg attackiert, in ungewöhnlichen Fällen sogar bis zu 320 kg schwere Wasserbüffel überwältigt. Des Weiteren werden besonders an Orten mit hoher Populationsdichte auch junge Artgenossen (Kannibalismus) gefressen.
Adulte Komodowarane jagen aus dem Hinterhalt, indem sie sich am Rand von Wildwechseln auf die Lauer legen, die Beute beim Schlafen überraschen oder sich langsam an sie anpirschen. Aus etwa 1 m Distanz wird die Beute durch plötzliches Vorpreschen gepackt. Kleinere Beutetiere werden sodann mit der Schnauze auf dem Boden totgedrückt, totgeschüttelt oder schlicht durch einen einfachen Biss getötet. Große Beute wird am Hinterbein, Gesäß oder Genick gepackt, durch heftiges Ziehen und Schütteln zu Boden gerungen, fixiert, weitere tiefe Wunden gebissen und die Eingeweide herausgerissen, was zum Verbluten führt. Vom Angriff bis zum Tod vergehen dabei meist 2,5 bis 4 Minuten. Einem sehr großen Beutetier werden die Achillessehnen durchgebissen und dieses durch weiteres Beißen und Ziehen nach und nach zu Fall gebracht und überwältigt. Gelegentlich missglücken solche Attacken, sodass die verletzte Beute flieht und teilweise erst Tage später an der Vergiftung stirbt.
Darüber hinaus wird von semiadulten (heranwachsenden) und adulten Komodowaranen wann immer möglich Aas gefressen. Dieses können sie durch Züngeln bereits auf etwa 3 km, unter optimalen Bedingungen sogar schon aus 11 km Entfernung wahrnehmen. Der Waran folgt dann der Geruchsspur bis zum Kadaver. An größerer Beute sammeln sich in seltenen Fällen bis zu 17 Individuen. Während einer solchen Futteraggregation warten große Individuen in einem Radius von etwa 1,5 m um die Nahrungsressource, bis das in der Hierarchie über ihnen stehende Tier gesättigt den Platz verlässt. Kleinere Individuen müssen warten, bis sie zum Zug kommen können.
Wie bei allen Waranen wird die Beute ganz oder in großen Brocken verschluckt. Durch Hin-und-her-Schleudern und Auf-den-Boden-Schlagen werden Knochen disartikuliert, und mit den gesägten Zähnen wird das Fleisch durch ruckartige Körperbewegungen zerrissen. Die Beute wird nahezu vollständig gefressen, bei größeren Kadavern können nur etwa 8 %, bei sehr großen maximal 30 % nicht verwertet werden. Bei einer Mahlzeit können Komodowarane bis über 70 % ihres eigenen Körpergewichtes an Nahrung aufnehmen. Ein 42 kg schweres Tier ist beispielsweise fähig, ein 30 kg schweres Wildschwein innerhalb von 17 Minuten zu zerlegen und nahezu komplett zu fressen. Die Verdauung dauert drei bis sechs Tage, schlecht verdauliche Teile wie Haare, Federn, Klauen, Hufe, Zähne und größere Knochen werden bereits im Vorfeld wieder ausgewürgt. Die Erfolgsquote größerer Komodowarane bei aktiver Jagd und Aassuche ist recht niedrig, weswegen sie nur etwa einmal im Monat zu einer größeren Beute kommen. Jüngere Komodowarane hingegen fressen noch häufiger und in regelmäßigeren Abständen kleinere Mahlzeiten.

### Rolle von Gift und Bakterien im Jagdverhalten
Der Komodowaran besitzt im Unterkiefer Giftdrüsen, die aus einem klar abgegrenzten Hohlraum (Lumen) sowie Gängen bestehen, die sich zwischen den Zähnen des Unterkiefers in die Mundhöhle öffnen. Die wirksamen Bestandteile des Gifts sind wie bei allen Reptiliengiften eine Mischung verschiedener Proteine, beim Komodowaran Kallikrein, Phospholipase A2 (PLA2), natriuretische Peptide, Proteine der AVIT-Familie sowie CRISP-Proteine. Das Gift bewirkt Bewusstlosigkeit durch schnellen Blutdruckabfall (arterielle Hypotonie) und übermäßige Schmerzempfindlichkeit (Hyperalgesie) sowie Hemmung der Blutgerinnung (Koagulopathie) mit beschleunigtem Verbluten unter Volumenmangelschock. Das Gift optimiert die Jagd, womöglich können große Beutetiere nur deswegen überwältigt werden. Erste biomechanische Studien am Schädel des Komodowarans deuten nämlich darauf hin, dass der Schädel im Wesentlichen nur auf Zug von vorne gut ausgerichtet ist. Daneben hat der Kiefer mit 39 Newton (N) eine nur geringe Beißkraft (Leistenkrokodil mit vergleichbarer Körpergröße: 252 N). Der initiale giftige Biss kann folglich die fehlende Belastbarkeit des Schädels kompensieren und das Niederringen des Beutetieres vereinfachen. Im Vergleich dazu haben andere große Raubtiere wie Großkatzen für den Angriff auf große Beutetiere sehr viel belastbarere Schädel.
Früher wurde vermutet, dass größere, gebissene Beute nach einer misslungenen Attacke Tage später an einer bakteriellen Sepsis (Blutvergiftung) stirbt. Tatsächlich finden sich im Speichel des Komodowarans verschiedene pathogene Bakterien, die nach einiger Zeit den Tod durch Sepsis verursachen können. Es wird jedoch davon ausgegangen, dass diese Bakterien in der Regel beim Verenden entflohener Beutetiere eine untergeordnete Rolle spielen und der Hauptgrund für das doch eher rasche Sterben der Wirkung des applizierten Gifts zuzuschreiben ist.
Giftdrüsen sind bei den „Echsen“ (Schuppenkriechtiere, exklusive Schlangen (Serpentes)) nicht auf den Komodowaran beschränkt, sondern kommen wahrscheinlich bei allen Waranen sowie allen Mitgliedern des Taxons Toxicofera vor, dem auch die Warane angehören. Wie bei allen Waranen scheint es auch beim Komodowaran wahrscheinlich, dass das Gift mit Bestandteilen wie PLA2 auch die Verdauung unterstützt.

### Sozialverhalten und Aktionsräume

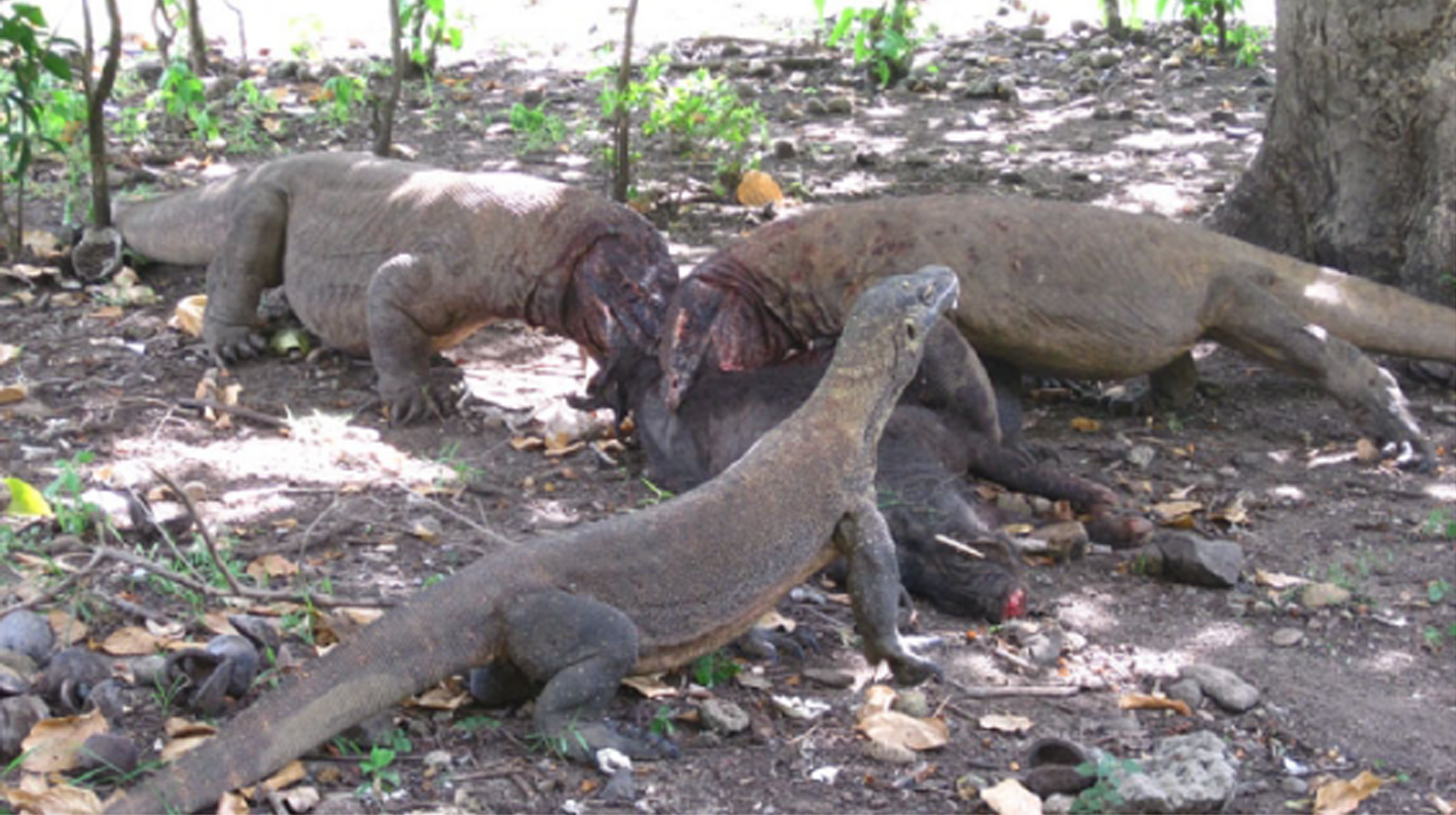
Drei Komodowarane am Kadaver eines Wildschweins

Komodowarane sind primär Einzelgänger. Dominante Individuen beanspruchen zwischen 250 und über 500 Hektar große, über Jahre beibehaltene Territorien, die sie mit Exkrementen markieren. Die Reviere der Warane können in ein kleines Kernareal und ein großes Streifgebiet unterteilt werden. Im Kernareal mit den präferierten Sonnungsstellen, Versteckplätzen und den bedeutendsten Beutepfaden finden etwa die Hälfte aller Aktivitäten statt. Im ebenfalls sehr gut vertrauten Streifgebiet werden in regelmäßigen Abständen auf zahlreichen Routen Brutstellen, Wildtierpfade und Schlafstellen nach potentieller Beute abgesucht. Daneben besitzen dominante Komodowarane noch ein viel größeres, schwieriger zu quantifizierendes Areal, welches sie zum Auffinden von Tierkadavern beanspruchen. Im Gegensatz zu Kernarealen werden Streifgebiete nicht speziell verteidigt und überschneiden sich bei dominanten Männchen im Schnitt zu 35 % mit den Streifgebieten anderer Männchen und bis zu 99 % mit denen von Weibchen. Junge und jüngere adulte Tiere sind Durchzügler, bewegen sich nach eher zufälligen Mustern sehr vorsichtig über weitere Areale und scheinen kein eigenes Revier zu haben. Diese Bewegungen könnten eine wichtige Rolle in der Populationsgenetik spielen.
Die innerartliche Kommunikation der Komodowarane ist für Echsen sehr weit entwickelt. Kommen mehrere Individuen an einer Nahrungsressource zusammen, begegnen sie sich zufällig oder konkurrieren während der Paarungszeit um Fortpflanzungspartner, zeigen sie verschiedenartiges Ausdrucksverhalten, um ein hierarchisches Verhältnis herzustellen. Hierzu dienen vordergründig visuelle Signale. Drohgebärden beinhalten in ansteigenden Stufen Kopfhochstellen, senkrechtes Kehlespreizen, Zischen, Schwanz in Peitschposition bringen, Maulöffnen, auf den Gegner zurennen und Beißen. Unterwerfung wird durch Kopfsenken und hochbeinig in steifem Schritt Weglaufen, Körper auf den Boden pressen und Beine von sich strecken oder durch Wegrennen signalisiert. In der Regel lässt das dominante Tier dem Unterlegenen die Chance zu fliehen. Bei der Versammlung mehrerer Tiere um eine Nahrungsressource werden Artgenossen toleriert, wenn sie sich im Hierarchiesystem einordnen.

### Fortpflanzung und Entwicklung
Die Balz- und Paarungszeit des Komodowarans reicht von Mai bis August,  gelegentlich werden Paarungen aber auch außerhalb der eigentlichen Saison beobachtet. Oft treffen sich die Geschlechter zufällig an einem Kadaver. Die Männchen legen auf der Partnersuche aber auch häufig große Strecken zurück. Ist beim Zusammentreffen mehrerer paarungsbereiter Warane die Hierarchie unter den Männchen noch nicht geregelt, liefern sich diese ritualisierte Kämpfe um die Weibchen, sogenannte Kommentkämpfe. Diese verlaufen beim Komodowaran „warantypisch“: Die Kontrahenten richten sich einander zugewandt auf ihren Hinterbeinen auf, stützen sich mit ihrem Schwanz ab, greifen den Oberkörper des Gegners mit den Vorderbeinen und versuchen, den Gegner zu Fall zu bringen. Der Gewinner erhält Zugang zu einem oder mehreren Weibchen. Weibchen werden umworben, indem sie zuerst von der Schnauzenspitze bis zur Kloake bezüngelt werden. Dann reibt das Männchen seinen Kopf am Weibchen, drückt seine Schnauze auf ihre Schwanzwurzel, kratzt sie mit den Vorderbeinen am Rücken, und schließlich steigt das Männchen zur Paarung auf ihren Rücken. Weibchen zeigen sich während der ersten Phase der Balz oft abwehrend, drohen oder beißen und reißen sich los, weswegen die Paarung meist erst nach mehreren Anläufen gelingt.
Die Weibchen legen in der Trockenzeit, meist im September, Gelege von maximal 33, im Schnitt 18 ledrigen Eiern, die durchschnittlich 87 × 56 Millimeter groß sind und 125 Gramm wiegen. Sie werden bevorzugt in bereits von Großfußhühnern angelegte, bis zu 1,5 Meter hohe Bruthügel vergraben. Daneben werden unter anderem auch selbst ausgehobene Nistmulden verwendet. Häufig werden die Eier eines Geleges auf mehrere Nester verteilt, um die Überlebenschancen gegenüber Nesträubern zu steigern. Weiter wurden Weibchen beobachtet, die in regelmäßigen Abständen ihr Gelege besuchten oder dieses beinahe permanent über drei Monate hinweg bewachten. Die Jungtiere schlüpfen schließlich nach einer sehr langen Inkubationsperiode von etwa acht Monaten am Ende der Regenzeit von März bis April. Sie sind beim Schlupf im Schnitt 42 cm lang und wiegen 100 g. Im ersten Lebensjahr wachsen die Jungtiere beinahe auf das Doppelte ihrer Geburtslänge heran, danach nimmt die Wachstumsgeschwindigkeit stetig ab. Im Vergleich zu anderen Waranen werden Komodowarane verhältnismäßig spät geschlechtsreif. In Gefangenschaft erreichen sowohl männliche als auch weibliche Tiere die Geschlechtsreife frühestens mit fünf Jahren. Für freilebende Weibchen wird das jeweilige Alter auf etwa neun Jahre und für Männchen auf zehn Jahre geschätzt. Es wird davon ausgegangen, dass ein Tier gewöhnlich mehr als elf Jahre benötigt, um eine Länge von über zwei Metern zu erlangen.
Aus Zoos sind von Komodowaranen bisher mindestens zwei bestätigte Fälle von Parthenogenese bekannt. Als Parthenogenese bezeichnet man die Fähigkeit eines weiblichen Tieres, lebensfähige Junge ohne vorherige Befruchtung durch ein Männchen zur Welt zu bringen. Bei Komodowaranen und anderen Waranen kommt noch die Besonderheit hinzu, dass sich in parthenogenetisch gezeugten Gelegen nur Männchen anstelle der üblichen Weibchen finden. Dies hängt mit dem ZW-System bei Reptilien zusammen: Wenn das Weibchen zwei Z-Chromosomen weitergibt, entwickeln sich Männchen. Ein Jungtier mit zwei W-Chromosomen ist nicht entwicklungsfähig.

## Natürliche Feinde und Lebenserwartung
Größere Komodowarane haben keine Fressfeinde, Jungtiere hingegen werden außer von ihren großen Artgenossen auch von verwilderten Hunden, Zibetkatzen, Wildschweinen, Greifvögeln und Schlangen gejagt. Wildlebende Komodowarane werden vor allem von der Zecke Amblyomma robinosoni, aber auch von Aponomma komodoense und Amblyomma helvolum parasitiert. Die Zecken finden sich meist am Rücken und an den Flanken, vor allem über der Lateralfalte und an den Ansätzen der Beine. Die Anzahl von Zecken ist während des Höhepunkts der Trockenzeit am größten und nimmt nach Beginn der Regenzeit stark ab. Als Endoparasiten gelten Amöben der Gattung Endolimax und Bandwürmer der Gattungen Duthiersa und Acanthotaenia.
Angaben zum Durchschnitts- und Maximalalter freilebender Individuen sind unbekannt. Die maximale Lebenserwartung wird auf mindestens 30 Jahre geschätzt. Im Taronga Zoo in Sydney wurde ein Exemplar 24 Jahre alt.

## Systematik

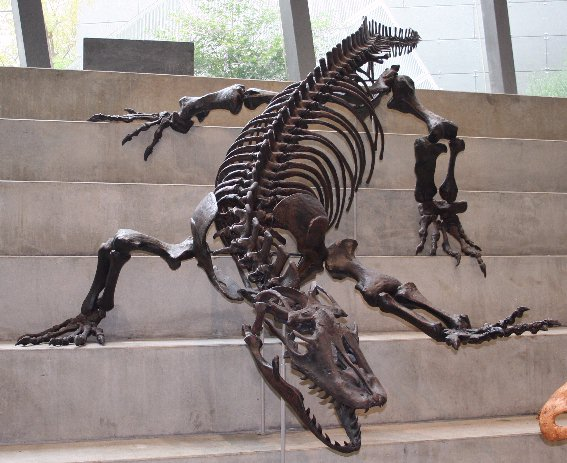
Varanus priscus, ein gigantischer, ausgestorbener Verwandter des Komodowarans

Die Erstbeschreibung erfolgte 1912 durch Pieter Ouwens, damals Direktor der zoologischen Sammlung von Bogor (Java). Ouwens verwendete die Haut eines adulten Exemplars als Holotypus und veröffentlichte als zusätzlichen Beweis Fotografien. Anhand seiner Hemipenismorphologie wird der Komodowaran innerhalb der Gattung Varanus in die Untergattung Varanus gestellt. Laut DNA-Analysen ist Varanus varius die Schwesterart von Varanus komodoensis. Die zwei Arten bilden zusammen das Schwestertaxon von Varanus salvadorii und alle drei Arten zusammen die V. varius-Gruppe innerhalb der Indo-Australischen Warane. Schwestergruppe der V. varius-Gruppe sind die kleinwüchsigen Warane der Untergattung Odatria. Obwohl im Verbreitungsgebiet des Komodowarans merkliche genetische Unterschiede festgestellt wurden, wird aktuell sowohl auf morphologischer als auch auf genetischer Basis keine Unterart anerkannt.

## Stammesgeschichte
Anfänglich wurde angenommen, die enorme Körpergröße des Komodowarans hätte sich nach Einwanderung einer kleineren Waranart auf die Kleinen Sundainseln aufgrund von Inselgigantismus, vielleicht auch als Anpassung an die Jagd auf die heute ausgestorbenen Zwergelefanten der Gattung Stegodon, entwickelt. Nach heutigen molekularbiologischen und paläobiogeographischen Erkenntnissen ist der Komodowaran Teil einer Indo-Australischen Klade großer Warane, die ihre enorme Größe bereits während des Pliozäns in Australien entwickelte und unter anderem auch den größten Waran überhaupt enthielt (Varanus priscus, starb nach dem Pleistozän aus). Der Komodowaran entwickelte sich im frühen Pliozän in Australien. Dass während der letzten Eiszeiten oft der Meeresspiegel sank, hätte eine weitere Ausbreitung nach Südwesten im indonesischen Archipel begünstigt. Der Komodowaran erreichte vor etwa 900.000 Jahren Flores, Vorkommen zu dieser Zeit werden durch fossile Zähne belegt. Java besiedelte er wahrscheinlich vor 800.000 bis 700.000 Jahren. Er starb schließlich, bis auf den Bereich seiner heutigen Verbreitung, aus. Der Komodowaran ist somit als letzter Überlebender einer australischen Radiation großer Warane anzusehen.

## Bestand und Gefährdung
Mitte der 1990er-Jahre lebten ungefähr 5000–8000 wildlebende Komodowarane. Bestandsschätzungen von 2002 gingen von rund 2000 Exemplaren auf Flores, 1700 Exemplaren auf Komodo, 1300 Exemplaren auf Rinca und je 100 auf Gili Motang und Gili Dasami aus, insgesamt also knapp mehr als 5000 Exemplare. Der Bestand auf Flores könnte jedoch mittlerweile auf 500 Exemplare gesunken sein. Die IUCN gab 2021 die Anzahl geschlechtsreifer Individuen mit 1383 an, die Zahl juveniler Tiere mit etwa 2000, der Populationstrend wird als stabil bewertet.
Die IUCN stuft den Komodowaran seit 2019 in der Roten Liste gefährdeter Arten als stark gefährdet (endangered) ein, nachdem zuvor seit 1996 nur die Einstufung gefährdet (vulnerable) galt und bereits 2004 der Vorschlag gemacht wurde, die Einstufung anzupassen. Auf seinem Kongress in Marseille im September 2021 berichtete die IUCN von der Höherstufung des Komodowarans einer breiteren Öffentlichkeit, der Bestand im Nationalpark Komodo sei gut geschützt. Wenig bekannt sei über den Bestand auf der Insel Flores außerhalb der Schutzgebiete.
Als Hauptbedrohungen für den Komodowaran gelten aktuell Habitatfragmentierung bzw. -verlust und vor allem der Rückgang der Populationen von Mähnenhirschen, Wildschweinen und Wasserbüffeln, den wichtigsten Beutetieren für große Warane. Verantwortlich für den Rückgang sind Wilderei, Brände (teils durch Menschen verursacht) und Rodung, letztere beide vor allem, um neues Ackerland zu gewinnen. Auf Gili Motang wurden die Auswirkungen des Beutetierrückgangs genauer untersucht: Es konnte festgestellt werden, dass dort die Komodowarane wegen Beutemangel im Vergleich zu anderen Populationen deutlich kleiner blieben und 2004 die Fangrate von Waranen in Fallen mit Ködern 63,56 % niedriger war als 1994. Das Aussterben des Komodowarans auf Padar (ebenfalls Kleine Sundainseln) in den späten 1970ern ist wahrscheinlich auch auf Mangel an größeren Huftieren zurückzuführen. Daneben müssen Komodowarane oft mit verwilderten Haushunden um Aas konkurrieren.
1980 wurde zum Schutz des Komodowarans der Nationalpark Komodo gegründet, später wurden noch im Westen von Flores das Wae Wuul Reserve und im Norden das Wolo Tado Reserve gegründet. Die Tiere sind in Indonesien streng geschützt. Das Washingtoner Artenschutzübereinkommen listet den Komodowaran in Anhang I, somit ist ohne Sondergenehmigungen jeglicher Handel mit lebendigen Komodowaranen oder Körperteilen von ihnen (z. B. Häute) verboten. Im Nationalpark Komodo versuchen Ranger die für den Rückgang von Beutetieren mitverantwortliche Wilderei zu unterbinden. Erhaltungszuchten in Gefangenschaft können ebenfalls dem Erhalt der Art dienen. Die erste Nachzucht in menschlicher Obhut außerhalb des Heimatlandes Indonesien erfolgte 1992 im Smithsonian National Zoological Park. Die erste europäische Nachzucht glückte 2004 in einem Zoo auf Gran Canaria.

## Komodowarane und Menschen

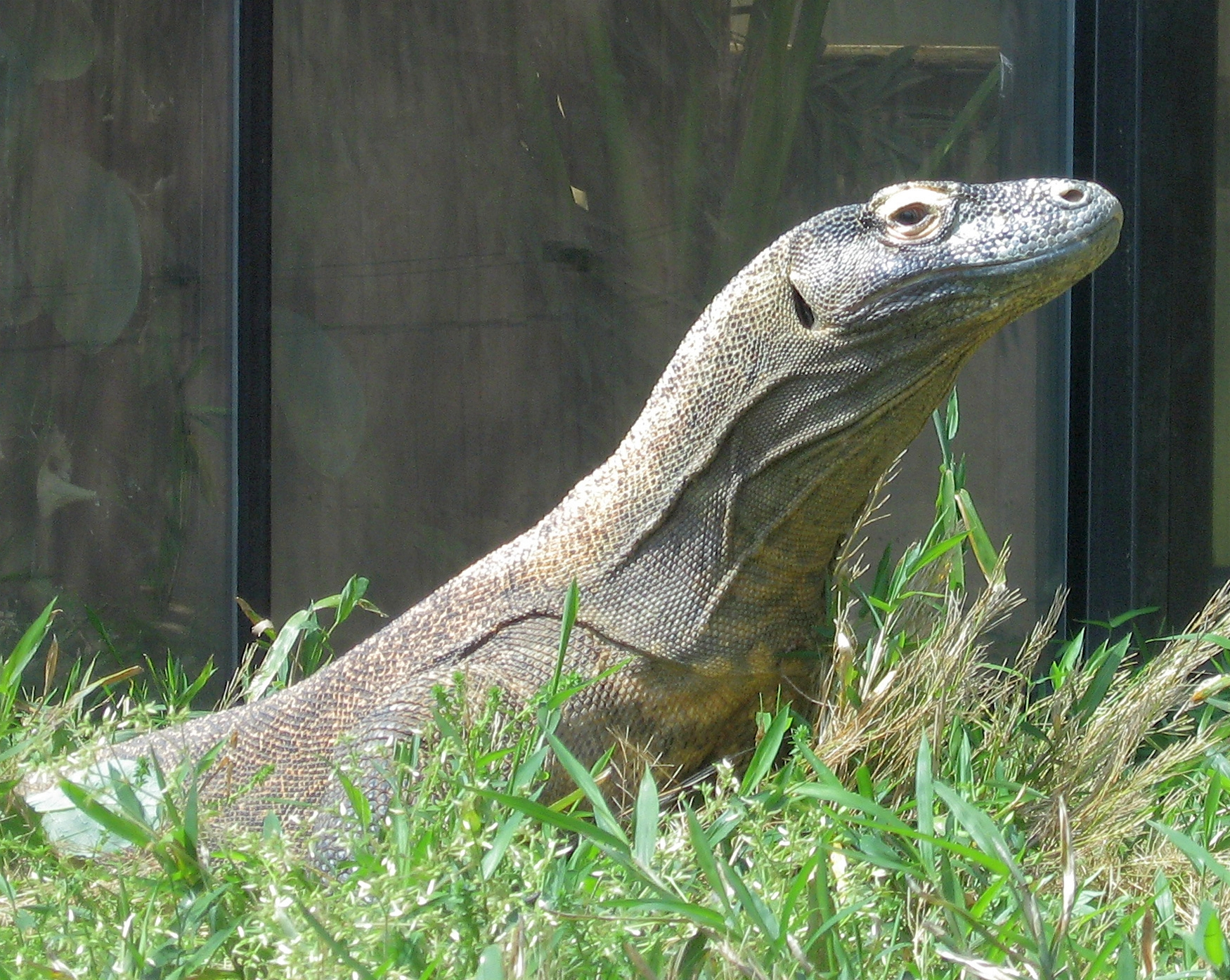
Komodowaran im Smithsonian National Zoological Park

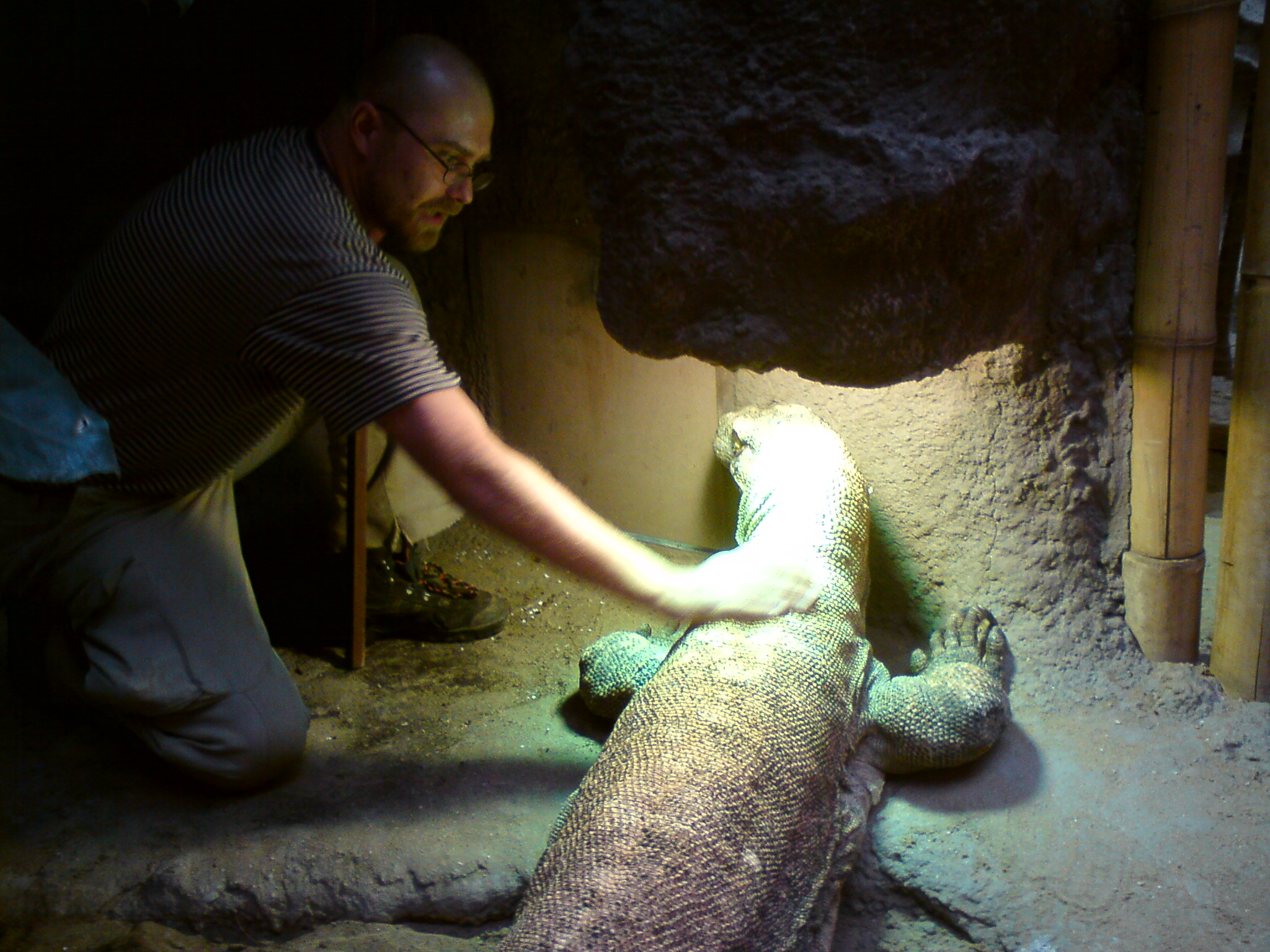
Ein zahmer Komodowaran mit seinem Pfleger Jan Janošek im Zoo Prag

### Verhalten gegenüber Menschen
Komodowarane meiden die Konfrontation mit Menschen. Jungtiere sind scheu und fliehen bei Annäherung eines Menschen teilweise schon auf 100 m Distanz schnell in ein Versteck. Ältere Tiere ziehen sich erst bei geringerer Distanz in einem langsamen Trott zurück. Werden Komodowarane jedoch in die Enge getrieben, reagieren sie aggressiv, sperren das Maul auf, zischen warnend und bringen ihren Schwanz in Peitschposition. Lässt der Angreifer nicht ab, gehen sie zum Gegenangriff über, indem sie auf den Gegner zulaufen und ihn schließlich zu beißen versuchen.
Es existieren einige Berichte, wonach Komodowarane Menschen attackiert oder in Einzelfällen sogar getötet und gefressen haben sollen. Von den wenigen seriös nachprüfbaren Berichten haben sich die meisten Attacken als Verteidigungsbisse bei Bedrohung durch den Menschen herausgestellt. Nur wenige Vorfälle sind nachweislich unprovoziert geschehen. Auffenberg (1981) ist der Überzeugung, dass diese Attacken nur auf wenige abnormale Individuen zurückzuführen sind, welche die Scheu vor Menschen verloren haben und sich ungewöhnlich aggressiv verhalten.
In Gefangenschaft können Komodowarane zahm werden, erkennen ihre Pfleger und zeigen zuweilen Spielverhalten. Sie gelten wie alle Warane als vergleichsweise intelligent.

### Verhältnis zur lokalen Bevölkerung
Komodowarane sind bei der einheimischen Bevölkerung teils sehr unbeliebt, weil sie gelegentlich Nutztiere (speziell Ziegen) reißen und zum Trocknen aufgehängten oder ausgelegten Fisch fressen. Sie sollen auch frisch bestattete Tote ausgegraben und gefressen haben. Andererseits sind Komodowarane als große Touristenattraktion eine wichtige Einnahmequelle für die Bewohner der Kleinen Sundainseln. 1995/96 gaben Waran-Touristen geschätzte 1,1 Millionen US-Dollar aus, zum allergrößten Teil in den beiden Orten, von denen der Park erreicht werden kann.

### Angedachte Touristenbeschränkung als Schutzmaßnahme wieder aufgehoben
Im Jahr 2018 wurde von der örtlichen Regierung beschlossen, die Insel Komodo im Jahr 2020 für Touristen geschlossen zu halten, um neue Bäume zu pflanzen und zur Erholung des Waran-Bestandes. Ab dem 1. August 2022 sollte es – so eine Ankündigung der Provinzbehörden – nur noch möglich sein, mit einem Jahresticket für 3,75 Millionen indonesische Rupiah (etwa 220 Euro) pro Person die Insel zu besuchen. Zuvor kostete der einmalige Eintritt etwa fünf Euro für einheimische Gäste und zehn Euro für Ausländer. Die Behörden der Provinz Ost-Nusa Tenggara begründeten die Preiserhöhung damit, die Besucherzahl reduzieren zu wollen, um die Riesenechsen besser zu schützen. Tourismusunternehmen und Mitarbeiter der Branche in der Region traten jedoch nach der Ankündigung in einen Streik, weil viele Touristen ihre Reise stornierten. Nach einer Mitteilung des Tourismusministeriums vom Dezember 2022 werden die bisherigen Preise für einen einmaligen Eintritt von etwa fünf Euro für einheimische Gäste und zehn Euro für Ausländer nun beibehalten.

### Belege
1. 1 2 3 4 5 6 7  
Coactions In: Auffenberg, 1981, S. 315–317, 320, 321, 328–329, 336, 343–345.
2. 1 2  
W. Auffenberg (1980): The Herpetofauna of Komodo, with notes on adjacent areas. Bulletin of the Florida State Museum, Biologica Sciences 25, Heft 2, S. 39–156 (Volltext)
3. 1 2 3 4 5 6 7 8 9 10 11 12 13 14 15 16  
Claudi Ciofi (2004): Varanus komodoensis. In: E. R. Pianka & D. R. King (Hrsg.): Varanoid Lizards of the World, S. 197–204. Indiana University Press, Bloomington & Indianapolis. ISBN 0-253-34366-6
4. 1 2 3 4 5  
G. Forth (2010): Folk Knowledge and Distribution of the Komodo Dragon (Varanus komodoensis) on Flores Island. Journal of Ethnobiology 30(2), S. 289–307.
5. 1 2 3  
Morphology. In: Auffenberg (1981), S. 24–28, 32–33.
6. ↑  Eisen auf den Zähnen, Bayerisches Zahnärzteblatt 10/2024, 15. Oktober 2024. Abgerufen am 23. Oktober 2024.
7. ↑  
J. Halverson, L. H. Spelman: Sex Determination and its Role in Management. In: Murphy et al. (2002), S. 165.
8. 1 2 3 4  
Demography. In Auffenberg (1981), S. 152–153, 154, 156, 161, 165.
9. ↑  
Anmerkung: Der Schwanz macht bei Tieren dieser Größe zirka 53 % der Gesamtlänge aus, was aus den sehr ähnlichen Durchschnittswerten von Kopf-Rumpf-Länge 90,6 cm und Gesamtlänge 192,7 cm hervorgeht. P. Sastrawan, C. Ciofi: Population Distribution and Home Range. In: Murphy et al. (2002), S. 58.
10. 1 2  
T. S. Jessop et al. (2006): Maximum body size among insular Komodo dragon populations covaries with large prey density. OIKOS 112, S. 422–429 (Volltext (Memento vom 22. August 2008 im Internet Archive))
11. 1 2 3 4 5 6 7  
P. Sastrawan, C. Ciofi: Population Distribution and Home Range. In: Murphy et al. (2002), S. 44, 53, 55, 58–59, 61–62, 70, 72.
12. ↑  
Ecology. In: Auffenberg (1981), S. 55, 57, 60, 62, 63–64.
13. ↑  
Relationship in Time and Space. In: Auffenberg (1981), S. 36, 43.
14. 1 2 3 4 5 6 7 8 9 10  
Individuals. In: Auffenberg, 1981, S. 122–124, 129, 130–138.
15. 1 2 3 4 5 6  
Oras as a Scavenger. In: Auffenberg (1981), S. 192–194, 196, 201, 204–205, 209, 217–218, 220.
16. ↑  wocomoWILDLIFE: Der Komodowaran - riesige Giftschlange auf Beinen (Tierdokumentation in HD) auf YouTube, 26. September 2015, abgerufen am 25. Februar 2024 (Laufzeit: 10:35 min).
17. 1 2  
C. Ciofi et al. (2007): Preliminary Analysis of Home Range Structure in the Komodo Monitor, Varanus Komodoensis. Copeia 2007(2), S. 462–470.
18. 1 2 3 4 5  
D. R. King, E. R. Pianka, R. B. Green: Biology, Ecology, and Evolution. In: Murphy et al. (2002), S. 27–28, 30–34.
19. ↑  
Activity and Movement. In: Auffenberg (1981), S. 103–104, 110, 113, 118.
20. 1 2 3 4 5 6 7 8 9  
The Ora as a Predator. In: Auffenberg (1981), S. 223, 225, 227–228, 232, 236, 239, 241–245, 247–262, 269.
21. 1 2 3 4 5 6 7 8  
Feeding Dynamics. In: Auffenberg (1981), S. 279–282, 284, 286, 288, 290, 297–298, 300.
22. 1 2 3  
B. G. Fry et al. (2009): A central role for venom in predation by Varanus komodoensis (Komodo Dragon) and the extinct giant Varanus (Megalania) priscus. PNAS 106(22), S. 8969–8974 (Volltext; PDF; 1,0 MB)
23. ↑  
J. M. Montgomery et al. (2002): Aerobic Salivary Bacteria in Wild and Captive Komodo Dragons. Journal of Wildlife Diseases Band 38, Nummer 3, S. 545–551 (Volltext; PDF; 84 kB)
24. ↑  
B. G. Fry et al. (2006): Early evolution of the venom system in lizards and snakes. Nature 439, S. 584–588.
25. ↑  
K. Arbuckle (2009): Ecological Function of Venom in Varanus, with a Compilation of Dietary Records from the Literature. Biawak 3(2), S. 46–56 (Volltext; PDF; 315 kB)
26. 1 2  
G. M. Burghardt, D. Chiszar, J. B. Murphy, J. Romano Jr., T. Walsh, J. Manrod: Behavioral Complexity, and Play. In: Murphy et al. (2002), S. 81–83, 87–88.
27. 1 2 3 4 5 6  
Reproduction. In: Auffenberg (1981), S. 167, 169–174, 176, 178–179, 182, 187, 190–191.
28. ↑  
T. S. Jessop et al. (2004): Distribution, use and selection of nest type by Komodo Dragons. Biological Conservation 117, S. 463–470 (Volltext (Memento vom 9. Dezember 2011 im Internet Archive); PDF; 293 kB).
29. ↑  
P. C. Watts et al. (2006): Parthenogenesis in Komodo dragons. Nature 444, S. 1021–1022, ( Archivlink (Memento vom 1. Februar 2012 im Internet Archive) (PDF; 298 kB) Volltext)
30. ↑  
R. Wiechmann (2011): Eigene Beobachtungen zur Parthenogenese bei Waranen. elaphe 19(1), S. 55–61.
31. ↑  
W. Böhme (2003): Checklist of the living monitor lizards of the world (family Varanidae). Zoologische Verhandelingen 341, S. 1–43 (Volltext (Memento vom 16. Juni 2010 im Internet Archive)).
32. ↑  
J. C. Ast (2001): Mitochondrial DNA Evidence and Evolution in Varanoidea (Squamata). Cladistics 17, S. 211–226 (Volltext; PDF; 276 kB)
33. ↑  
A. J. Fitch, A. E. Goodman & S. C. Donnellan (2006): A molecular phylogeny of the Australian monitor lizards (Squamata:Varanidae) inferred from mitochondrial DNA sequences. Australian Journal of Zoology 54, S. 253–269.
34. ↑  
J. M. Diamond (1987): Did Komodo dragons evolve to eat pygmy elephants? Nature 326, S. 832.
35. ↑  
S. A. Hocknull et al. (2009): Dragon’s Paradise Lost: Palaeobiogeography, Evolution and Extinction of the Largest-Ever Terrestrial Lizards (Varanidae). PLoS ONE 4(9): e7241 (Volltext)
36. ↑  
J. Murphy, C. Ciofi, C. de la Pennouse & T. Walsh (2002): Komodo Dragons – Biology and Conservation. Smithsonian Books, Washington. ISBN 1-58834-073-2
37. 1 2  
Varanus komodoensis in der Roten Liste gefährdeter Arten der IUCN. Eingestellt von: Jessop, T., Ariefiandy, A., Azmi, M., Ciofi, C., Imansyah, J. & Purwandana, D., 2019. Abgerufen am 5. September 2021.
38. 1 2  
C. Ciofi & M. E. de Boer (2004): Distribution and conservation of the Komodo monitor (Varanus komodoensis). Herpetological Journal 14(2), S. 99–107
39. ↑  
Marion Renault: Komodo Dragons Are Now Endangered and ‘Moving Toward Extinction’ (englisch), The New York Times, 8. September 2021, abgerufen am 9. September 2021.
40. ↑  
Komodowaran "stark gefährdet", tagesschau.de, 4. September 2021, abgerufen am 9. September 2021.
41. 1 2  
T. S. Jessop et al. (2005): Monitoring the ungulate prey of komodo dragons (Varanus komodoensis) using faecal counts. Report from the Zoological Society of San Diego, USA, and the Komodo National Park Authority, Labuan Bajo, Flores, Indonesia (Volltext (Memento vom 14. Juli 2010 im Internet Archive); PDF; 294 kB)
42. ↑  
T. S. Jessop et al. (2005): Evidence for energetic constraints affecting a small island Komodo dragon population. Report from the Zoological Society of San Diego, USA, and the Komodo National Park Authority, Labuan Bajo, Flores, Indonesia. ( Volltext (Memento vom 14. Juli 2010 im Internet Archive); PDF; 294 kB)
43. ↑  The official website of Komodo National Park, Indonesia. Archiviert vom Original am 6. September 2017; abgerufen am 1. Januar 2011.
44. ↑  
Bijal P. Trivedi: Trapping Komodo Dragons for Conservation. National Geographic, 29. Januar 2003, abgerufen am 1. Januar 2011.
45. 1 2  
W. Westheide & R. Rieger (2004, Hrsg.): Spezielle Zoologie Teil 2: Wirbel- oder Schädeltiere, S. 376. Spektrum Akademischer Verlag. ISBN 3-8274-0307-3
46. ↑  
Appendices I, II and III. Cites, abgerufen am 1. Januar 2011.
47. ↑  
J. Pether & G. Visser (2007): The First Breeding of Komodo Dragons as a Result of the European Endangered Species Breeding Programme (E.E.P.). Mertensiella 16 (Advances in Monitor Research III), S. 430–439.
48. ↑  
U. Krebs (2007): On Intelligence in Man and Monitor: Observations, Concepts, Proposals. Mertensiella 16 (Advances in Monitor Research III), S. 44–58
49. ↑  M. J. Walpole (2001): Feeding dragons in Komodo National Park: a tourism tool with conservation complications. Animal Conservation 4, S. 67–73 (Volltext (Memento vom 7. Januar 2010 im Internet Archive); PDF; 300 kB).
50. ↑  M. J. Walpole & H. J. Goodwin (2000): Local economic impacts of dragon tourism in Indonesia. Annals of Tourism Research 27(3), S. 559–576 (Volltext (Memento des Originals vom 18. April 2015 im Internet Archive)  Info: Der Archivlink wurde automatisch eingesetzt und noch nicht geprüft. Bitte prüfe Original- und Archivlink gemäß Anleitung und entferne dann diesen Hinweis.; PDF; 137 kB).
51. ↑  Bericht in der Zeitschrift Der Spiegel, abgerufen am 6. April 2019
52. ↑  Direkt aus dem dpa-Newskanal: Insel Komodo stoppt Erhöhung der Ticketpreise. In: sueddeutsche.de. 21. Dezember 2022, abgerufen am 28. Januar 2024.
53. ↑  Komodo-Insel wird 250 Prozent teurer für Touristen: Unternehmen wollen einen Monat streiken. In: rnd.de. 5. August 2022, abgerufen am 29. Februar 2024.
54. ↑  Direkt aus dem dpa-Newskanal: Insel Komodo stoppt Erhöhung der Ticketpreise. In: sueddeutsche.de. 21. Dezember 2022, abgerufen am 28. Januar 2024.